# Kościół św. Jadwigi i św. Stanisława w Odrzywole
Kościół św. Jadwigi i św. Stanisława w Odrzywole datowany na XIX wiek wybudowany na miejsce starej świątyni z XV wieku.

## Historia kościoła
Pierwszy, drewniany kościół został zbudowany w 1413 roku. Jego fundatorem był starosta radomski Dobrogost Czarny Odrzywolski. W 1640 roku za sprawą Mikołaja Odrzywolskiego, została dobudowana murowana kaplica. Po pożarze Odrzywołu w 1740 roku ks. Adam Liźniewicz ufundował nową świątynię z piaskowca. W 1858 roku spłonął dach kościoła, a pozostałe ściany zniszczyła wilgoć.
Obecny kształt trójnawowego neogotyckiego kościoła został nadany w latach 1898–1907. Jego projektantami byli Konstanty Wojciechowski i Jarosław Wojciechowski. W 1968 w kościele tym gościł kardynał krakowski Karol Wojtyła, przyszły papież Jan Paweł II.

## Zabytki sztuki w kościele
W świątyni, na ołtarzu głównym, znajduje się obraz Matki Boskiej Bolesnej pochodzący z 1692 roku. Z tego samego wieku pochodzą płaskorzeźby sakralne, wczesnobarokowe epitafium marmurowe Abrahama Odrzywolskiego (1640 r.) oraz portret trumienny K. Odrzywolskiej. Z późniejszego okresu, z XIX wieku, pochodzi pasja żeliwna.

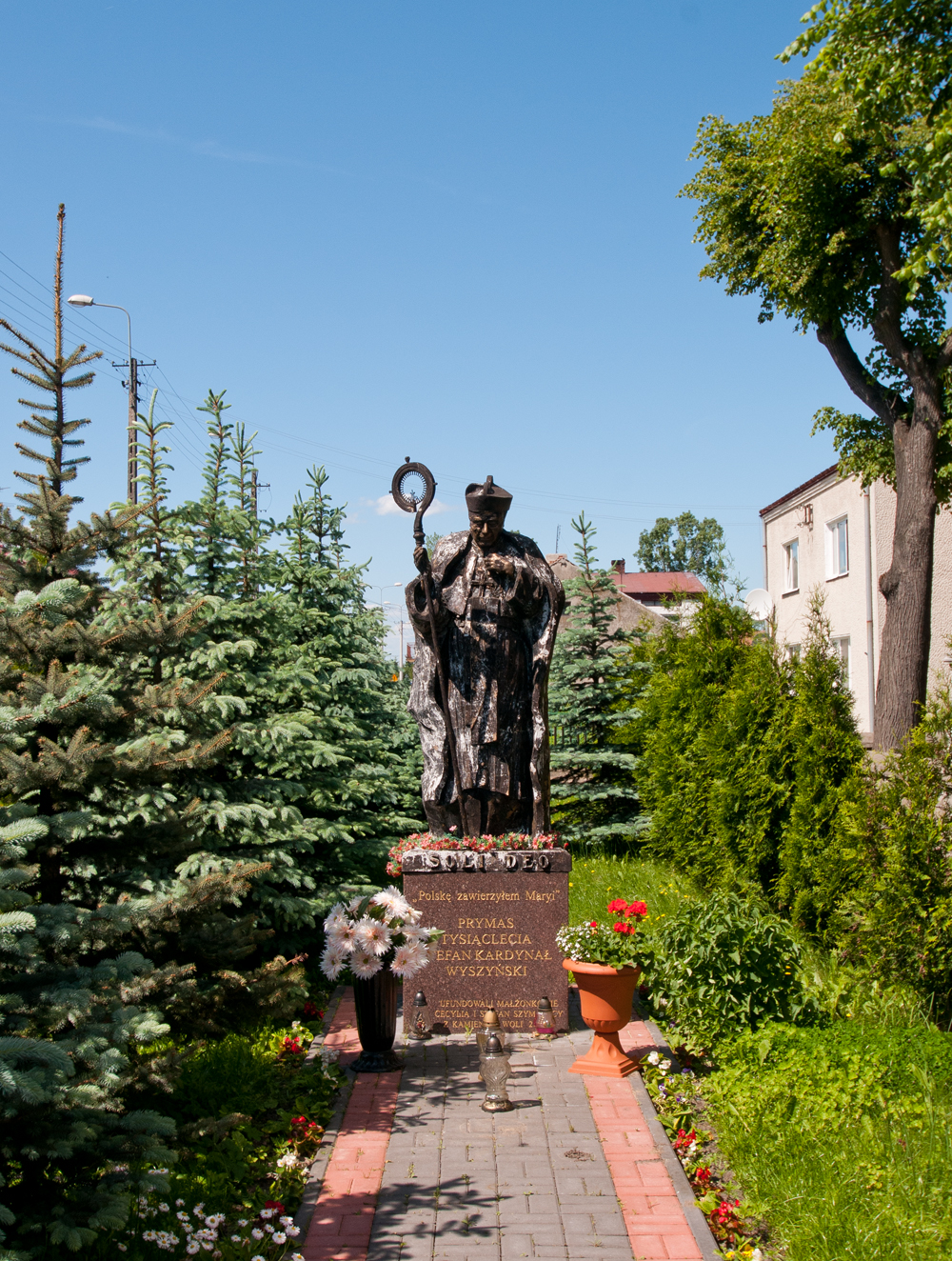
Pomnik kard. Stefana Wyszyńskiego przed kościołem
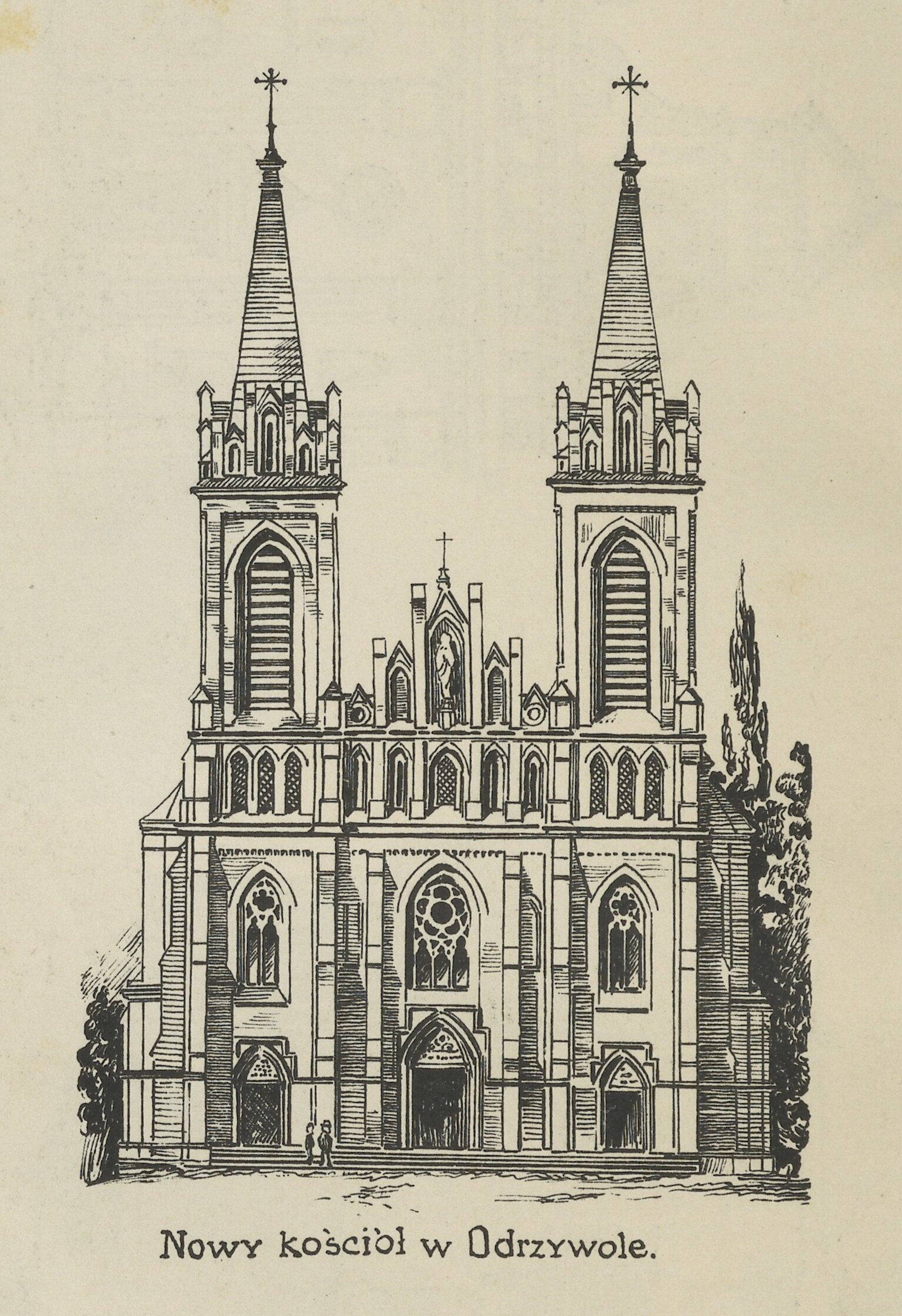
Kościół przed 1913